# Alphonse Beau de Rochas

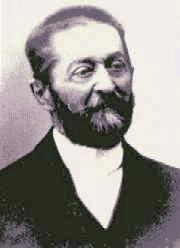
Alphonse Beau de Rochas

Alphonse Beau de Rochas, född 1815, död 1893 var en fransman som 1862 tog ett patent som innehöll de grundläggande principerna för fyrtaktsmotorn. När patentet upptäcktes 1884 ledde det till att Nikolaus Ottos patent på fyrtaktsmotorn i Tyskland ogiltigförklarades.